# Shock Wave 2
Série
Shock Wave
(2017)
Pour plus de détails, voir Fiche technique et Distribution.
Shock Wave 2 (拆彈專家2, Chāi Dàn Zhuān Jiā er) est un film d'action sino-hongkongais co-écrit et réalisé par Herman Yau et sorti en 2020. C'est la suite de Shock Wave (2017), bien que l'histoire et les personnages soient inédits. Andy Lau joue le rôle d'un démineur qui tombe dans le coma à la suite d'une explosion et devient l'un des principaux suspects d'un attentat terroriste. Après avoir été appréhendé, il s'échappe de prison pour prouver son innocence.
Le film est annoncé pour la première fois le 15 mars 2018,. Doté d'un budget de 40 millions US$, la production de Shock Wave 2 débute en février 2019 et se termine le 8 mai 2019, pour une sortie en salle annoncée d'abord pour juillet 2020 puis repoussée au 24 décembre 2020.

## Synopsis
Une série d’attentats à la bombe se produisent à Hong Kong, suscitant la peur parmi la population. L'ancien agent de déminage Poon Sing-fung (Andy Lau), tombé dans le coma à la suite d'une explosion, devient le principal suspect en raison de ses liens avec l'organisation criminelle Resurrection. Après son réveil, Poon est interrogé et emprisonné. Il s'évade pour découvrir la vérité et prouver son innocence. Sur sa route de fugitif, il demande l'aide à son ancien camarade d'armes, également démineur, Tung Cheuk-man (Lau Ching-wan). Cependant, les deux se querellent car Tung doit choisir entre la justice et l'amitié. Il décide de choisir cette dernière et aide son ami. Au même moment, l'ex-petite amie de Poon, Pong Ling (Ni Ni), qui est maintenant inspectrice en chef de l'Unité de lutte contre le terrorisme, cherche désespérément à découvrir le coupable de la série d'explosions et persuade Poon d'entrer en contact avec le groupe Resurrection pour découvrir sa prochaine cible et prouver son innocence. Poon réalise qu'il est tout aussi difficile de dévoiler la vérité que de se débarrasser d'explosifs.

## Fiche technique
- Titre original : 拆彈專家2
- Titre international : Shock Wave 2
- Réalisation : Herman Yau
- Scénario : Herman Yau et Erica Lee
- Photographie : Joe Chan
- Montage : Azrael Chung
- Musique : Mak Chun-hung
- Production : Andy Lau
- Société de production : Universe Entertainment, Focus Group Holdings Limited, Alibaba Pictures, Ying Ming Film, Wowstar Creative Entertainment et L.R.C. Media
- Société de distribution : Universe Films Distribution
- Pays d'origine :  Hong Kong et  Chine
- Langue originale : cantonais
- Format : couleur
- Genre : action
- Dates de sortie :
  - Chine : 24 décembre 2020
  - Hong Kong : 18 février 2021

## Distribution
- Andy Lau : Poon Sing-fung
- Lau Ching-wan : Tung Cheuk-man
- Ni Ni : Pong Ling
- Philip Keung
- Tse Kwan-ho (en)
- Ron Ng (en)
- Timmy Hung (en)
- Kenny Wong (en)
- Alvin Cheung
- Zhang Yang

- Version française
  - Studio de doublage : FDR Studio 
  - Direction artistique : Adrian Malabry
  - Adaptation : Marie Nicolas

## Production

### Développement
Durant une cérémonie célébrant le succès au box-office de Shock Wave le 4 mai 2017, le producteur et acteur Andy Lau annonce officieusement qu'une suite du film sera faite en réponse au succès du film,. Le 16 mars 2018, Universe Entertainment confirme officiellement qu'une suite, intitulée Shock Wave 2, sera réalisée et une première affiche est publiée. Lau reviendra comme producteur et acteur principal tandis que Herman Yau reviendra également en tant que réalisateur. Daniel Lam, président de Universe Entertainment, révèle que le scénario de cette suite est en cours de développement et que la production commencera en 2019. Yau révèle également que Shock Wave 2 sera une suite thématique avec de nouveaux personnages et une nouvelle histoire,. Une semaine plus tard, le film est promu au marché international du film et de la télévision de Hong Kong (Filmart), qui se déroule du 19 au 22 mars 2018.

### Tournage
Le 8 mars 2019, alors qu'il assiste à la 25e cérémonie des Hong Kong Film Critics Society Awards, Andy Lau révèle qu'il a commencé à travailler sur le tournage de Shock Wave 2 et apparaît avec une nouvelle coiffure pour son rôle dans le film.
Le 11 mars 2019, des journalistes assistent au tournage d'une scène près des rues Fa Yuen et Golden Fish à Mong Kok, où le réalisateur Herman Yau et les membres de la distribution Ni Ni et Timmy Hung (en) sont présents.
Le 28 mars 2019, le film tient sa cérémonie de bénédiction de début de production à Kam Tin (en), Yuen Long. Le réalisateur Herman Yau et les membres de la distribution, Lau, Sean Lau, Ni, Philip Keung, Tse Kwan-ho (en), Ron Ng (en), Hung, Kenny Wong, Alvin Cheung et Zhang Yang, sont présents.
Le 30 mars 2018, le tournage d'une scène d'explosion de voiture a lieu à Temple Street (en), où sont présents les membres de la distribution, Andy Lau, Sean Lau, Keung, Ng et Wong. De vrais pompiers et ambulanciers paramédicaux sont employés pour le tournage de cette scène au lieu de faire appel à des figurants,.
Le 27 avril 2019, le tournage d'une importante scène d'explosion a lieu dans laquelle Lau lance une grenade à l'est de Tsim Sha Tsui. Un certain nombre de voitures de police, d'ambulances et d'un véhicule de déminage sont utilisés, ainsi que plus de 50 figurants.
La production de Shock Wave 2 se termine officiellement le 8 mai 2019 avec la cérémonie de clôture qui se déroule le même jour à l'hôtel Marco Polo Hongkong de Tsim Sha Tsui, en présence des acteurs et de l'équipe de tournage.